# Eric Van Lancker
Pour les articles homonymes, voir Van Lancker.
Eric Van Lancker (né le 30 avril 1961 à Audenarde) est un coureur cycliste et directeur sportif belge, professionnel de 1984 à 1995.

## Biographie
Cheminot avant de passer professionnel, il remporte durant sa carrière 21 succès. Il gagne notamment l'Amstel Gold Race en 1989 et Liège-Bastogne-Liège en 1990.
Après sa carrière, il dirige une grande surface. Il devient ensuite directeur sportif dans les équipes professionnelles Farm Frites en 2000, US Postal en 2002, Davitamon-Lotto en 2005 et 2006, puis Navigators en 2007. Cette équipe disparaît en fin de saison. Il travaille alors dans une école de cyclisme à Bruges. En 2011, l'équipe américaine Garmin-Cervélo le recrute comme directeur sportif, afin de pallier l'absence de Matthew White, licencié en début d'année. Il intègre l'équipe lors du Tour du Pays basque, et accompagne ensuite l'équipe lors des classiques ardennaises,.

## Palmarès

### Palmarès amateur
- 1982
  - Prologue du Tour de la Vallée d'Aoste (contre-la-montre par équipes)
- 1983
  - 2e de la Flèche ardennaise

### Palmarès professionnel
- 1984
  - 3e de Paris-Bruxelles
  - 7e du Tour de l'Avenir
- 1985
  - Milk Race :
    - Classement général
    - 1re et 9e étapes

  - 2e étape du Tour du Danemark
  - 6e du Grand Prix de Francfort
  - 9e de la Flèche wallonne
- 1986
  - 4ea étape de Paris-Nice
  - 22e étape du Tour d'Italie
  - 9e étape du Tour de Suisse
- 1987
  - 5e étape du Fiesta Tour
  - 5ea étape du Grand Prix Guillaume Tell
  - 2e du Tour méditerranéen
  - 2e du Tour du Piémont
  - 2e du Tour de Lombardie
  - 3e du Tour du Friesland
  - 3e du Grand Prix de Fourmies
- 1988
  - 2e étape du Tour de Cantabrie
  - 2e étape du Tour de France (contre-la-montre par équipes)
  - 1re étape du Tour de Belgique
  - 2e du Tour de Belgique
  - 9e du Tour de Suisse
- 1989
  - 3e étape du Tour du Pays basque
  - Amstel Gold Race
  - 7e du Tour du Pays basque
  - 8e de Liège-Bastogne-Liège
- 1990
  - Liège-Bastogne-Liège
  - 2e étape du Tour de France (contre-la-montre par équipes)
  - 1rea étape de l'Escalade de Montjuïc
  - 2e de l'Escalade de Montjuïc
  - 4e de la Finale de la Coupe du monde (contre-la-montre)
- 1991
  - Wincanton Classic
  - Grand Prix des Amériques
  - 5e de Liège-Bastogne-Liège
  - 7e de la Flèche wallonne
- 1992
  - 3e et 5e étapes du Tour du Vaucluse
  - 4e étape du Tour de France (contre-la-montre par équipes)
- 1993
  - 3e de la Route du Sud
- 1994
  - Bruxelles-Ingooigem
- 1995
  - Tour de l'Est de la Belgique
  - 2e du Tour de la Côte Picarde

## Résultats sur les grands tours

### Tour de France
7 participations
- 1986 : 89e
- 1987 : 56e
- 1988 : 74e, vainqueur de la 2e étape (contre-la-montre par équipes)
- 1990 : 100e, vainqueur de la 2e étape (contre-la-montre par équipes)
- 1991 : 84e
- 1992 : abandon (8e étape), vainqueur de la 4e étape (contre-la-montre par équipes)
- 1994 : abandon (18e étape)

### Tour d'Italie
4 participations
- 1986 : 14e, vainqueur de la 22e étape
- 1989 : 74e
- 1990 : abandon (9e étape)
- 1993 : 68e

### Tour d'Espagne
1 participation
- 1991 : hors délais (12e étape)